# Natação nos Jogos Olímpicos de Verão de 1928
A natação nos Jogos Olímpicos de Verão de 1928 foi disputado em Amsterdã, nos Países Baixos, com onze eventos.

## Eventos da natação
Masculino: 100 metros livre | 400 metros livre | 1500 metros livre | 100 metros costas | 200 metros peito | 4x200 metros livre
Feminino: 100 metros livre | 400 metros livre | 100 metros costas | 200 metros peito | 4x100 metros livre

## Masculino

### 100 m livre masculino
| Pos. | País           | Atletas            | Tempo  |
| ---- | -------------- | ------------------ | ------ |
|      | Estados Unidos | Johnny Weissmuller | 58.6   |
|      | Hungria        | István Bárány      | 59.8   |
|      | Japão          | Katsuo Takaishi    | 1:00.0 |

### 400 m livre masculino
| Pos. | País      | Atletas             | Tempo  |
| ---- | --------- | ------------------- | ------ |
|      | Argentina | Victoriano Zorrilla | 5:01.6 |
|      | Austrália | Andrew Charlton     | 5:03.6 |
|      | Suécia    | Arne Borg           | 5:04.6 |

### 1500 m livre masculino
| Pos. | País           | Atletas         | Tempo   |
| ---- | -------------- | --------------- | ------- |
|      | Suécia         | Arne Borg       | 19:51.8 |
|      | Austrália      | Andrew Charlton | 20:02.6 |
|      | Estados Unidos | Clarence Crabbe | 20:28.8 |

### 100 m costas masculino
| Pos. | País           | Atletas       | Tempo  |
| ---- | -------------- | ------------- | ------ |
|      | Estados Unidos | George Kojac  | 1:08.2 |
|      | Estados Unidos | Walter Laufer | 1:10.0 |
|      | Estados Unidos | Paul Wyatt    | 1:12.0 |

### 200 m peito masculino
| Pos. | País      | Atletas           | Tempo  |
| ---- | --------- | ----------------- | ------ |
|      | Japão     | Yoshiyuki Tsuruta | 2:48.8 |
|      | Alemanha  | Erich Rademacher  | 2:50.6 |
|      | Filipinas | Teofilo Yldefonso | 2:56.4 |

### 4x200 m livre masculino
| Pos. | País           | Atletas                                                    | Tempo  |
| ---- | -------------- | ---------------------------------------------------------- | ------ |
|      | Estados Unidos | Austin Clapp Walter Laufer George Kojac Johnny Weissmuller | 9:36.2 |
|      | Japão          | Hiroshi Yoneyama Nobuo Arai Tokuhei Sada Katsuo Takaishi   | 9:41.4 |
|      | Canadá         | Frederick Bourne James Thompson Garnet Ault Walter Spence  | 9:47.8 |

## Feminino

### 100 m livre feminino
| Pos. | País           | Atletas               | Tempo  |
| ---- | -------------- | --------------------- | ------ |
|      | Estados Unidos | Albina Lucy Osipowich | 1:11.0 |
|      | Estados Unidos | Eleanor Saville       | 1:11.4 |
|      | Reino Unido    | Margaret Cooper       | 1:13.6 |

### 400 m livre feminino
| Pos. | País           | Atletas         | Tempo  |
| ---- | -------------- | --------------- | ------ |
|      | Estados Unidos | Martha Norelius | 5:42.8 |
|      | Países Baixos  | Maria Braun     | 5:57.8 |
|      | Estados Unidos | Josephine McKim | 6:00.2 |

### 100 m costas feminino
| Pos. | País          | Atletas         | Tempo  |
| ---- | ------------- | --------------- | ------ |
|      | Países Baixos | Maria Braun     | 1:22.0 |
|      | Reino Unido   | Ellen King      | 1:22.2 |
|      | Reino Unido   | Margaret Cooper | 1:22.8 |

### 200 m peito feminino
| Pos. | País          | Atletas        | Tempo  |
| ---- | ------------- | -------------- | ------ |
|      | Alemanha      | Hilde Schrader | 3:12.6 |
|      | Países Baixos | Mietje Baron   | 3:15.2 |
|      | Alemanha      | Charlotte Mühe | 3:17.6 |

### 4x100 m livre feminino
| Pos. | País           | Atletas                                                                | Tempo  |
| ---- | -------------- | ---------------------------------------------------------------------- | ------ |
|      | Estados Unidos | Adelaide Lambert Albina Lucy Osipowich Eleanor Saville Martha Norelius | 4:47.6 |
|      | Reino Unido    | Margaret Cooper Vera Tanner Sarah Stewart Ellen King                   | 5:02.8 |
|      | África do Sul  | Rhoda Rennie Frederica van der Goes Marie Redford Kathleen Russell     | 5:13.4 |

## Quadro de medalhas da natação
| Pos. | País               | Ouro | Prata | Bronze | Total |
| 1    | USA Estados Unidos | 6    | 2     | 3      | 11    |
| 2    | NED Países Baixos  | 1    | 2     | 0      | 3     |
| 3    | GER Alemanha       | 1    | 1     | 1      | 3     |
| 3    | JPN Japão          | 1    | 1     | 1      | 3     |
| 5    | SWE Suécia         | 1    | 0     | 1      | 2     |
| 6    | ARG Argentina      | 1    | 0     | 0      | 1     |
| 7    | GBR Grã-Bretanha   | 0    | 2     | 2      | 4     |
| 8    | AUS Austrália      | 0    | 2     | 0      | 2     |
| 9    | HUN Hungria        | 0    | 1     | 0      | 1     |
| 10   | RSA África do Sul  | 0    | 0     | 1      | 1     |
| 10   | CAN Canadá         | 0    | 0     | 1      | 1     |
| 10   | PHI Filipinas      | 0    | 0     | 1      | 1     |